# Joaquín de Montes Jovellar
Joaquín de Montes y Jovellar (Madrid, 11 de setembre de 1879 — Paracuellos del Jarama, 11 de novembre de 1936) va ser un advocat i polític espanyol, que va arribar a ser Ministre de Justícia entre 1930 i 1931, durant la Dictablanda de Dámaso Berenguer y Fusté. Va morir al començament de la Guerra Civil, víctima de la repressió republicana, assassinat en el transcurs de les Matances de Paracuellos.

## Biografia
Fill de Nicasio de Montes y Sierra, qui havia arribat a ser general de divisió dins de l'escalafó militar espanyol, sotssecretari del Ministeri de la Guerra i senador vitalici, i de Corina Jovellar y Cardo es llicencià en Dret i s'afilià al Partit Conservador d'Antoni Maura i Montaner durant la seva joventut. Després d'exercir-se com a Jutge Municipal suplent de Madrid, i posteriorment com a advocat, va decidir presentar-se als comicis celebrats el 10 de setembre de 1905, resultant electe diputat a Corts pel districte d'Alhama de Granada.

### Activitat com a diputat
Després de ser elegit en les eleccions generals espanyoles de 1905, i ser proclamat diputat pel districte d'Alhama per la Junta Provincial de Granada després d'haver obtingut 9 458 vots d'un total de 9 622 emesos (amb un cens d'11.440 electors), va passar a ocupar el seu escó al Congrés dels Diputats dins de la facció política del Partit Liberal Conservador Resultaria elegit novament en cadascun dels vuit comicis consecutius que se celebraren entre 1905 i 1923, fins a la instauració de la Dictadura de Primo de Rivera, cosa que propicià que Javier Tusell el qualifiqué com el «cacique imperecedero de Alhama».
Durant els anys que es va exercir com a diputat, est va participar en la Comissió d'Actes (entre altres), així com va tenir intervencions en l'hemicicle que van ser elogiades per la premsa del moment. Quan en 1913 es va produir l'escissió entre datistes i mauristes dins del Partit Liberal Conservador, a conseqüència de les ànsies de sanejament del sistema polític de Maura, Joaquín no va dubtar a romandre al costat del seu amic, convertint-se així en una de les poques figures destacades que van seguir fidels a l'estadista mallorquí.

### Dictadura
Durant la Dictadura de Primo de Rivera, en el Directori militar del general Dámaso Berenguer y Fusté, va ocupar la cartera de Governació amb caràcter interí, per absència del titular, Enrique Marzo Balaguer, entre 18 i el 21 de juny, i el 20 i el 28 de setembre de 1930. Va culminar la seva carrera com a ministre de Gracia i Justícia entre el 25 de novembre de 1930 i el 18 de febrer de 1931, just abans de la proclamació de la Segona República Espanyola. Entre el 9 i el 14 de febrer va ser ministre interí Francisco Sánchez Baytón, per absència del titular.

### La República
Juntament amb altres polítics de l'època, com Cambó, el duc de Maura o el marquès de Figueroa, va fundar el 3 de març de 1931 el partit polític Centre Constitucional, de caràcter monàrquic i més moderat que els antics partits de la Restauració.

### Assassinat
Poc després d'esclatar la Guerra Civil espanyola, l'exministre va ser detingut pels militants del bàndol republicà per les seves conviccions monàrquiques, conservadores i catòliques, així com les seves presumptes afinitats amb personal del cercle militar, atès que el seu pare havia estat general de divisió i sotssecretari en el Ministeri de Guerra. Malgrat les intercessions dels seus amics, ningú va poder evitar que aquest anés traslladat a la presó de Porlier de Madrid, convertida en txeca, i que en una de les múltiples saques perpetrades foss afusellat, al costat del seu fill (Nicasio de Montes-Jovellar), a Paracuellos de Jarama.

## Reconeixements
Entre altres condecoracions, va ser distingit amb la Gran Creu de Villaviciosa del Regne de Portugal.